# We Are Superhuman
We Are Superhuman (estilizado como NCT #127 WE ARE SUPERHUMAN) es el cuarto EP coreano (quinto en total) del grupo surcoreano NCT 127. Originalmente confirmado simultáneamente durante el lanzamiento de su primer álbum de estudio japonés Awaken a principios de abril de 2019, fue lanzado el 24 de mayo de 2019 por SM Entertainment y Capitol Music Group. Descrito como un disco electro-pop con influencia del R&B, el EP tiene un cambio "estilístico" de la dirección habitual de "hip hop experimental" de la unidad a un enfoque "futurista y funky".
Tras su lanzamiento, este EP que fusiona géneros, recibió críticas positivas de la crítica musical por su pop pegadizo y su impecable producción. We Are Superhuman se convirtió en el cuarto álbum del grupo en alcanzar la cima de la lista de álbumes de Gaon y el segundo en obtener la certificación de platino de KMCA. También debutó en el puesto 11 y el puesto 64 en Billboard 200 y en Canadian Albums Chart.

## Antecedentes y lanzamiento
La canción de prelanzamiento "Highway to Heaven" fuepublicada como un sencillo el 14 de mayo de 2019 junto a su video musical. Dos sencillos serían lanzados para el EP, incluyendo el sencillo principal "Superhuman" el 18 de julio de 2019. El sencillo principal logró conseguir un éxito moderado en Corea, llegando a estar en el tercer lugar de Circle Digital Chart. Para promover el álbum, el grupo apareció en varios shows de televisión como Good Morning America y The Late Late Show with James Corden.

## Promoción
El grupo debutó "Superhuman" en una actuación en Good Morning America el 18 de abril. Son el tercer grupo coreano en aparecer en el programa.

## Lista de canciones
| We Are Superhuman |                            | | |          |  |
| N.º               | Título                     | Letras | Música | Duración |  |
| 1.                | «Highway to Heaven»        | danke (lalala Studio) Min Yeon-jae (lalala Studio) Jeon Ji-eun (January 8th) (lalala Studio) Hwang Seon-jeong (January 8th) (lalala Studio) Kim Jeong-mi (January 8th) (lalala Studio) Cho Mi-yang (lalala Studio) | Michael Foster ( Social House ) Charles Anderson (Social House) Sean Machum Gaelen Whittemore Wilbart "Vedo" McCoy III Richard Garcia (Audity) | 3:20     |  |
| 2.                | «Superhuman»               | Park Seong-hee Lee Seu-ranJQ (Makeumine Works) Amelie (Makeumine Works) Rick Bridges | Adrian McKinnon TAK 1 Take | 3:57     |  |
| 3.                | «Fool (아 깜짝이야)»       | Rick Bridges | Rykeyz Britten Newbill Wes Period Lucky Daye                                                                                                   | 2:41     |  |
| 4.                | «Jet Lag (시차)»           | JQ (Makeumine Works), Kim Hye-jeong (Makeumine Works) y Mark | Michael Foster ( Social House ) Charles Anderson (Social House) Sean Machum Gaelen Whittemore Wilbart "Vedo" McCoy III                         | 3:15     |  |
| 5.                | «Paper Plane (종이비행기)» | Oh Min-ju | Léon Paul Palmen Jihad "Rock A Tune" Rahmouni (SoundG8) Roël Donk (SoundG8)                                                                    | 3:44     |  |
| 6.                | «Outro: We Are 127»        | | TAK | 1:27     |  |
| 18:26             |                            | | |          |  |